# 借金時計

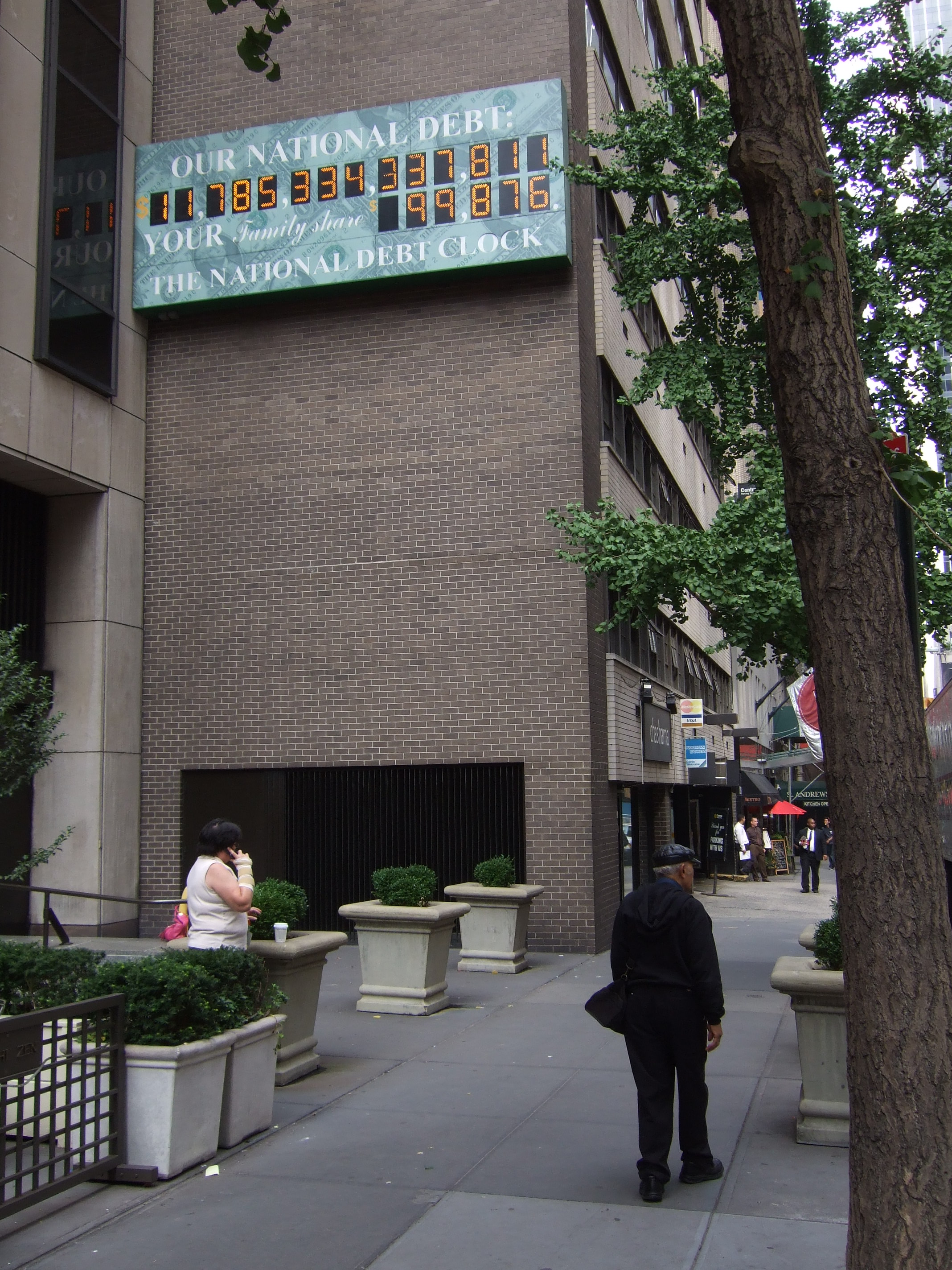
2009年9月15日、アメリカ合衆国の借金時計は11.8兆アメリカドルの国債を表した。

借金時計（しゃっきんどけい、英語：Debt clock）は、1989年にアメリカ合衆国・ニューヨークのマンハッタンに設置された時計である。

## 概要
国や地方にどのぐらいの借金（国債、地方債など）の残高があるのか、時間当たりで平均して借金がどのように変わっているのかを表すもの。国民に国や市の財政運用を知ってもらい関心を持ってもらえるように、役員の人には緊張感を持って国市政を行ってもらうために設置された。

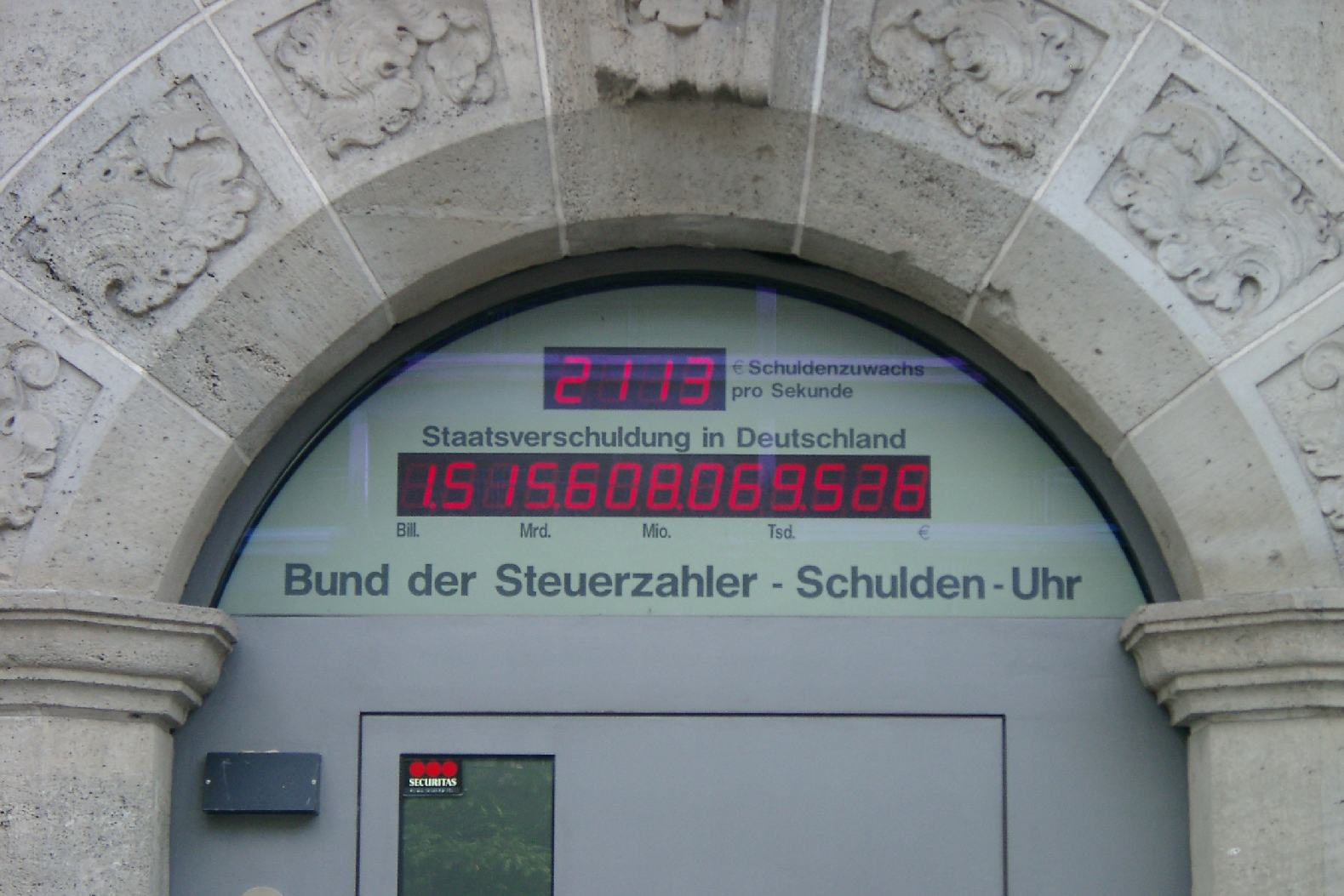
ベルリンにおけるドイツの借金時計

## 注脚
1. ↑  アメリカの借金時計
2. ↑  借金時計とは

## リンク
- U.S. National Debt Clock Real Time
- 日本の借金時計 - 財部誠一
- 借金時計改良版 - 日本経済復活の会
- 夕張市の借金時計 - 夕張市

座標: 北緯40度45分23秒 西経73度59分02秒 / 北緯40.7563294度 西経73.9839211度